# Stefania Paterna
Stefania Paterna (Palermo, 10 aprile 1980) è un'ex cestista italiana.
Guardia-ala di 180 cm, ha giocato in Serie A1 con Messina, Chieti, Venezia, Como e Napoli.

## Carriera
Con l'Italia ha disputato i Giochi del Mediterraneo del 2005 e, da studentessa di Scienze della comunicazione presso l'Università degli Studi di Palermo, le Universiadi del 2003.